# Trnávka (Dunajská Streda)
Trnávka (deutsch Tyrnaugedl, ungarisch Csallóköztárnok – bis 1907 Tárnok) ist eine Gemeinde im Südwesten der Slowakei mit 570 Einwohnern (Stand 31. Dezember 2024). Sie gehört zum Okres Dunajská Streda, einem Teil des Trnavský kraj.

## Geographie
Die Gemeinde befindet sich im Mittelteil der Großen Schüttinsel, einem Teil des slowakischen Donautieflands. Das Ortszentrum liegt auf einer Höhe von 122 m n.m. und ist acht Kilometer von Šamorín, 18 Kilometer von Dunajská Streda sowie 34 Kilometer von Bratislava entfernt.
Nachbargemeinden sind Veľká Paka im Norden, Macov im Nordosten, Blatná na Ostrove im Osten, Rohovce im Süden sowie Báč im Südwesten und Westen.

## Geschichte
Trnávka wurde zum ersten Mal 1275 als Tarnuk schriftlich erwähnt, als Ladislaus IV. die Ansiedlung den Vorfahren der späteren Familie Olgyay schenkte. Im 16. Jahrhundert war das Dorf Besitz der Ofener Klarissen. Nach der Ordensauflösung im Jahr 1773 ging der Besitz kurzzeitig zur Krone, ehe die Esterházys das Gut am Anfang des 19. Jahrhunderts kauften, gefolgt von der Familie Zichy. 1828 zählte man 39 Häuser und 289 Einwohner. 1873 wurde die erste, damals noch römisch-katholische, Volksschule der Gemeinde eröffnet.
Bis 1919 gehörte der im Komitat Pressburg liegende Ort zum Königreich Ungarn und kam danach zur Tschechoslowakei beziehungsweise heute Slowakei. 1938–45 lag er aufgrund des Ersten Wiener Schiedsspruchs noch einmal in Ungarn.
1981 wurde die Grundschule geschlossen; seither findet der Unterricht im Nachbarort Rohovce statt.

## Bevölkerung
| Jahr                | 1994 | 2004    | 2014     | 2024     |
| ------------------- | ---- | ------- | -------- | -------- |
| Anzahl der Personen | 404  | 431     | 490      | 570      |
| Unterschied         |      | +6,68 % | +13,68 % | +16,32 % |

| Jahr                | 2023 | 2024    |
| ------------------- | ---- | ------- |
| Anzahl der Personen | 548  | 570     |
| Unterschied         |      | +4,01 % |

Nach der Volkszählung 2011 wohnten in Trnávka 452 Einwohner, davon 309 Magyaren und 138 Slowaken. Drei Einwohner gaben eine andere Ethnie an und zwei Einwohner machten keine Angabe. 366 Einwohner bekannten sich zur römisch-katholischen Kirche, 17 Einwohner zur evangelischen Kirche A. B., fünf Einwohner zur griechisch-katholischen Kirche und zwei Einwohner zur reformierten Kirche; ein Einwohner bekannte sich zu einer anderen Konfession. 42 Einwohner waren konfessionslos und bei 19 Einwohnern wurde die Konfession nicht ermittelt.

## Bauwerke
- Kapelle im spätklassizistischen Stil aus dem Jahr 1849